# Districtul Ntcheu
Ntcheu este un district  în   statul Malawi. Reședința sa este orașul Ntcheu.